# Marvel Comics
Marvel Comics (от англ. marvel — «чудо») — американский издатель комиксов и дочерняя компания медиаконгломерата The Walt Disney Company. Marvel наиболее известна такими сериями комиксов, как «Фантастическая четвёрка», «Люди Икс», «Мстители», «Стражи Галактики», «Защитники», «Вечные», «Человек-паук», «Росомаха», «Железный человек», «Капитан Америка», «Тор», «Халк», «Дэдпул», «Сорвиголова», «Каратель», «Доктор Стрэндж», «Чёрная пантера», «Человек-муравей и Оса», «Чёрная кошка», «Шан-Чи», «Мисс Марвел», «Капитан Марвел», «Алая Ведьма и Ртуть», «Вижн», «Веном», «Серебряный Сёрфер», «Призрачный гонщик», «Блэйд», «Чёрная вдова», «Соколиный глаз», «Люк Кейдж», «Железный Кулак» и «Джессика Джонс». Большинство персонажей комиксов Marvel обитают в одной вымышленной вселенной, получившей название Земля-616.
С 1960-х Marvel Comics — одна из двух самых крупных американских компаний, выпускающих комиксы, наравне с DC Comics (чьими самыми известными детищами являются «Супермен», «Бэтмен» и «Чудо-женщина», а также «Флэш» и «Зелёный Фонарь»).
В конце августа 2009 года компания The Walt Disney Company объявила о покупке Marvel. Сделка состоялась в конце декабря 2009 года, и её цена составила $4,24 миллиарда.

## История

### Timely Comics
Компания Marvel Comics была создана авторитетным издателем Pulp-журналов Мартином Гудменом в 1939 году как группа дочерних компаний под общим названием Timely Comics. Первой публикацией был комикс Marvel Comics #1 (октябрь 1939), в котором впервые появился Человек-Факел, супергерой-андроид, созданный Карлом Бургосом, а также присутствовал антигерой-мутант Нэмор Подводник, созданный Биллом Эвереттом несколько ранее. Комикс стал настоящим хитом, хотя у компании не хватало собственных средств на удовлетворение всего спроса, и пришлось воспользоваться услугами сторонней компании «Funnies Inc».
Первый редактор компании, писатель и художник Джо Саймон, объединил усилия с будущей легендой индустрии комиксов, Джеком Кирби, чтобы создать первого патриотического супергероя, Капитана Америку, который дебютировал в комиксе «Captain America Comics» #1 (март 1941). Он также стал главным хитом по продажам.
Хотя другие персонажи «Timely» не были столь популярны, как эта «большая тройка», некоторые заметные герои того времени, такие как Юла, Мисс Америка, Разрушитель, первоначальные Вижн и Ангел, продолжают появляться в современных комиксах.
К 40-м годам бизнес Гудмана вырос, и стало понятно, что Саймону нужны помощники. Тогда Гудман нанял сына двоюродного брата своей жены, 17-летнего Стэнли Либера, который спустя двадцать лет обретёт всемирную популярность под именем Стэн Ли.

### Atlas Comics
Уровень продаж всех комиксов значительно упал в послевоенные годы, поскольку образ сверхчеловека, популярный в годы Великой депрессии и войны, вышел из моды. Как и другие издатели комиксов, «Timely» — известная в 1950-е годы под названием «Atlas Comics» — взяла курс на популярные тогда жанры: забавные животные, вестерн, ужасы, война, криминал, юмор, любовный роман, шпионский роман и даже средневековое приключение, такие комиксы пользовались разным уровнем успеха. Попытки возродить в 1953—1954 годы комиксы о супергероях с участием Человека-факела, Подводника и Капитана Америка не имели успеха.
С 1952 до конца 1956 года Гудмен распространял свои комиксы через собственную дистрибьюторскую компанию «Atlas». Позже он переключился на «American News Company», крупнейшую национальную компанию-распространителя и фактически монополию, которая вскоре проиграла судебный процесс Министерству юстиции США и вышла из дела.
Последним комиксом с логотипом «Atlas» был «Dippy Duck» #1 (Сумасшедшая утка), вышедший в октябре 1957 года. Первым комиксом со знаком Marvel Comics стала научно-фантастическая антология «Amazing Adventures» #3 (Удивительные приключения), на обложке которой был логотип «MC». Комикс был издан 9 мая 1961 года, хотя на обложке стояла дата август 1961.
В это время Гудмен на волне успеха научно-фантастических фильмов избрал новое направление в комиксах, запустив или возродив шесть серий в этом жанре: «Удивительные миры» #1; «Мир фэнтези» #15; «Удивительные истории» #67; «Путешествие в тайну» #50; «Тревожные истории» #1 и «Поразительные истории» #1. Комиксы в жанре космического фэнтези оказались неудачными, и к концу 1959 года большинство серий (выпуск «Удивительных миров» и «Мира фэнтези» был прекращён) стали второсортными комиксами про монстров. Большинство серий рисовал Джек Кирби (их часто раскрашивал Дик Айерс), также выходили атмосферные приключения о побегах из тюрем/джунглей и причудливые истории от Дона Хека, комиксы таких художников, как Пол Райнман и Джо Синнотт, и работы творческого тандема Стэн Ли—Стив Дитко.
Также Marvel расширила свою линию юмористических комиксов для девушек, создав серию «Кэти» (октябрь 1959) и короткий комикс «Линда Картер, медсестра-студентка» (сентябрь 1961).

### 1960-е
На фоне успеха DC Comics по возрождению комиксов о супергероях в конце 1950-х и начале 1960-х годов, в особенности с «Американской Лигой Справедливости», Marvel решила идти следом.
Редактор и писатель Стэн Ли вместе с вольнонаёмным художником Джеком Кирби создали Фантастическую четвёрку, несколько напоминающую квартет искателей приключений из комикса «Challengers of the Unknown», который Кирби создал для «DC» в 1957 году. Вопреки стереотипам жанра герои не вели двойную жизнь и даже поначалу не носили костюмов (при этом в их составе был один монстр), ругались друг с другом и испытывали повседневные трудности, что стало называться подходом «супергерои в реальном мире». Как отмечают многие историки комиксов, именно этот подход стал причиной успеха данного комикса и всех последующих, основанных на нём. На волне успеха Marvel начала создавать комиксы о других супергероях и антигероях, таких как Халк, Человек-Паук, Тор, Человек-Муравей, Железный Человек, Люди Икс и Сорвиголова, и таких запоминающихся суперзлодеях, как Доктор Осьминог, Веном, Доктор Дум, Магнето, Галактус, Зелёный Гоблин. Самым коммерчески успешным комиксом стал «Удивительный Человек-Паук» (The Amazing Spider-Man), созданный Стеном Ли и Стивом Дитко.
В комиксах Marvel особое внимание уделялось раскрытию характеров супергероев. Так, Человек-Паук — юный герой, раздираемый внутренними противоречиями и сомнениями, а также обычными для подростка проблемами. Большинство супергероев Marvel страдают от внутренних проблем, от одиночества даже больше, чем обычные люди, в отличие от совершенных, красивых и спортивных традиционных супергероев раннего периода. Некоторые герои Marvel больше похожи на злодеев и монстров. В то время этот нетрадиционный подход произвёл революцию в комиксах.
Имя Стэна Ли стало одним из самых известных в индустрии комиксов. Большинство героев, созданных в то время, принадлежит его авторству — именно они и составляют основную массу популярных персонажей, комиксы про которых выходят ныне. Художники также оказали значительное влияние на развитие комиксов: так, имя Джека Кирби можно увидеть в большинстве комиксов того времени на космическую тематику — «Фантастическая четвёрка», «Могучий Тор», персонажи Наблюдатели, Серебряный Сёрфер и Эго Живая Планета. Стив Дитко был ведущим художником в комиксах, где превалирует натурализм (как, например, в городских пейзажах Человека-Паука) и сюрреалистичная атмосфера (как в комиксе о Докторе Стрэндже). Вместе они создали так называемый «метод Марвел», заключающийся в том, что автор придумывает сюжет, художник его рисует и продумывает тонкие детали сюжета, диалогов и даже персонажей, а затем автор завершает процесс окончательной шлифовкой сюжета и диалогов.
В 1968 году основатель компании Мартин Гудман продал Marvel Comics и все свои остальные издательские компании «Perfect Film and Chemical Corporation». Все бывшие компании Гудмана были объединены в подразделение «Magazine Management Co.», а сам Гудман остался издателем.

### 1970-е
В 1970 году Стэн Ли увидел возможность покорить британскую публику без использования перепечатываемого американского материала. В октябре 1976 года Marvel создала «британского героя для британцев», Капитана Британию, комикс о котором сначала вышел лишь в Великобритании, а позже и в Америке.
В 1971 году Департамент образования и здравоохранения США предложил Стэну Ли создать комикс о вреде использования наркотиков. Ли согласился и ввёл в комикс о Человеке-Пауке историю, в которой показал, насколько опасны наркотики. Однако цензор внутри индустрии комиксов отказался одобрить эту историю, поскольку счёл присутствие наркотиков неуместным в контексте данного комикса. Ли, заручившись поддержкой Гудмена, всё-таки издал свою историю в «Поразительном Человеке-пауке» #96-98 (май‒июль 1971 года) без разрешения цензурного комитета. Сюжетная линия получила положительные отзывы, а аргументы цензурного комитета были подвержены критике, что привело к его переформированию в том году.
Гудмен ушёл из издательского дела в 1972 году, и его заменил Ли, отошедший от повседневной работы в Marvel. Комиксы, созданные под эгидой новых главных редакторов, пришлись на период очередного затишья в индустрии. Вновь Marvel обратилась к другим жанрам: ужасам (Гробница Дракулы), боевым искусствам (Шан-Чи: Мастер кун-фу), фэнтези (Конан-Варвар, Рыжая Соня), сатира (Утка Говард) и научная фантастика (Ворон-убийца в «Удивительных приключениях»).
В 1973 году «Perfect Film and Chemical Corporation» сменила название на «Cadence Industries», а «Magazine Management Co.» в свою очередь была переименована в «Marvel Comics Group». Гудмен, теперь уже совершенно далёкий от Marvel, создал в 1974 году новую компанию «Atlas/Seaboard Comics», воспользовавшись старым названием Marvel, однако этот проект просуществовал всего полтора года.
В середине 1970-х годов у Marvel заметно уменьшилась сеть газетных киосков, в которых продавались их комиксы. К концу десятилетия финансовое положение Marvel улучшилось благодаря развитию собственной дистрибьюторской сети (компания стала осваивать магазины комиксов наряду с газетными киосками), некоторым возрождённым сериям (вроде «The Uncanny X-Men»), новым хитам от команды писателя Криса Клэрмонта и художника Джона Бирна, а также более реалистичному комиксу о городском борце с преступностью «Сорвиголове», созданному автором/художником Фрэнком Миллером.

### 1980-е
В 1978 году Джим Шутер (англ. Jim Shooter) становится главным редактором Marvel Comics. Хоть и будучи противоречивой фигурой, Шутер излечил множество болезней издательства, включая постоянно пропускаемые сроки. Компания наслаждалась своим лучшим успехом на протяжении девяти лет пребывания Шутера в должности главного редактора, наиболее знаменательные тем, что Крис Клермонт и Джон Бирн запустили «Uncanny X-Men», а Френк Миллер — «Сорвиголову». Также под редакционным правлением Шутера Волт Симонсон перезапустил комикс «Могучий Тор» и вновь сделал его бестселлером. Шутер принёс Marvel в быстро растущий рынок комиксов (англ. direct market), институционализировал отчисления за авторство создателям комиксов, начал импринт «Epic Comics» для авторов-собственников (англ. creator-owned) в 1982; представил миру кроссоверы, затрагивающие всю компанию: Турнир Чемпионов и Секретные войны; и в 1986 запустил новую, хотя и совершенно неудачную серию Новая Вселенная (англ. New Universe), в память о 25-й годовщине издательства Marvel Comics. «Звёздные комиксы» (англ. Star Comics), ориентированные на детей больше, чем обычные комиксы Marvel, имели недолгий успех на протяжении этого периода.
Несмотря на успех Marvel в начале 1980, издательство начало сдавать позиции «DC» во второй половине декады, с того момента, как несколько бывших звёзд Marvel перебежали к противнику. «DC» вырвались вперёд с такими комиксами и мини-сериями, как «Хранители», «Возвращение Тёмного Рыцаря», «Кризис на Бесконечных Землях», перезапуск «Супермена» от Джона Бирна, и «Swamp Thing» от Алана Мура.
В 1986 Marvel была продана «New World Entertainment», через три года перепродавшей Marvel «MacAndrews and Forbes», владельцем которой был исполнительный директор «Revolon» Рональд Перлман.

### 1990-е
Marvel заработали много денег и признание читателей на протяжении бума комиксов в начале 90-х, запустив успешную серию комиксов «2099», события которой происходили в будущем («Spider-Man 2099», и тому подобные) и творчески смелый, хоть и неудачный импринт «Razorline», выпускавший комиксы о супергероях, созданные писателем и кинорежиссёром Клайвом Баркером. Тем не менее в середине десятилетия в индустрии наступил спад, и в декабре 1996 Marvel воспользовались главой 11 Кодекса о банкротстве США.
Самый большой удар Marvel потерпела в начале 1992 года, когда семь самых успешных, обладающих наградами, художников — Тодд МакФарлейн (известный работой над Человеком-Пауком), Джим Ли («Люди Икс»), Роб Лайфелд («Сила Икс»), Марк Сильвестри («Росомаха»), Эрик Ларсен («Удивительный Человек-Паук»), Джим Валентино («Стражи Галактики») и Уильям Портасио — оставили компанию для основания своей собственной успешной компании «Image Comics».
В конце 1994 года Marvel Comics приобрела компанию-распространителя комиксов «Heroes World Distribution» для использования в качестве собственного распространителя комиксов. В то время остальные крупные издательства заключали индивидуальные договоры с другими компаниями, и в результате волнового эффекта остался только один, главный дистрибьютор в Северной Америке, «Diamond Comic Distributors, Inc». В начале 1997 года, когда попытка Marvel с «Heroes World» провалилась, «Diamond» предложил уникальную сделку для Marvel — отдать компании секцию под каталог комиксов «Previews».
Девяностые годы были примечательны использованием различных оригинальных приёмов по повышению продаж комиксов, вроде разных по стилю обложек, различных усовершенствований обложки, комиксов с купальниками (англ. swimsuit issues). В 1991 году Marvel начали продавать «Marvel Universe Cards» — коллекционные карточки, — производимые компанией, специализирующейся на производстве карт — «SkyBox International». Это были коллекционные карточки, описывающие персонажей и события Вселенной Marvel.
Другая частая практика Marvel этого периода — это кроссоверы с вовлечением всей вселенной, которые внесли хаос в её целостную картину. В 1996 году был выпущен кроссовер «Onslaught Saga», в котором были задействованы почти все комиксы, и который позволил Marvel перезапустить несколько ведущих персонажей вселенной, таких, как Мстители и Фантастическая четвёрка, и во вселенной Возрождения Героев, в которой перебежчикам Marvel (а ныне звёздам «Image Comics») Джиму Ли и Робу Лайфелду было дано разрешение перезапустить комиксы с нуля. Однако вскоре после запуска продажи быстро опустились ниже ожидаемого уровня, и Marvel закрыла эксперимент после года работы над ним; вскоре персонажи вернулись к своему прежнему облику (Вселенная Marvel или Земля 616). В 1998 году компания запустила серию «Marvel Knights», берущую начало во вселенной Marvel; ведомая будущим главным редактором Джо Кесадой, она наполнилась сильными и смелыми историями с появлениями таких персонажей, как Нелюди (англ.  Inhumans), Чёрная пантера и Сорвиголова.
В 1991 году Рональд Перлман, чья компания «MacAndrews and Forbes» приобрела материнскую компанию Marvel Comics, «Marvel Entertainment Group» (MEG), в 1986 году выпустил акции компании на Нью-Йоркскую фондовую биржу, гарантированным размещением которых занялись Меррил Линч и «First Boston Corporation». Используя быстрый рост рынка ценных бумаг, Перлман выпустил серию бросовых облигаций, которые он использовал для приобретения детских развлекательных компаний, обеспеченных акциями «MEG». В 1997 году компании «Toy Biz» (как следует из названия, компания заведовала играми, куклами и тому подобному содержимому по мотивам комиксов Marvel), и «MEG» решили покончить с банкротством, образовав новую корпорацию, «Marvel Enterprises». Вместе с деловым партнёром Ави Арадом, издателем Биллом Джемезом и главным редактором Бобом Харрасом Перлман помог вернуть к жизни Marvel.

### 2000-е
С приходом нового тысячелетия Marvel Comics избежала банкротства и начала пытаться разнообразить свои предложения. В 2001 году Marvel отказалась от «Comics Code Authority» и основала свою собственную систему рейтингов «Marvel Rating System» для комиксов. Первый комикс этого тысячелетия, который не был отмечен Code, был «X-Force» #119 (октябрь 2001).
Marvel также запустила новые импринты: «MAX» (линия комиксов, предназначенная для более взрослых читателей) и «Marvel Age» (наоборот, предназначенная для более юных читателей). Также компания создала отдельную серию для альтернативной вселенной, «Ultimate Marvel», позволившую компании перезапустить истории основных персонажей, чтобы улучшить и адаптировать персоналии для представления новому поколению. К 2010 году, в то время как Marvel оставалась основным издателем комиксов, несмотря на значительный спад в индустрии комиксов в сравнении с предыдущими десятилетиями, некоторые персонажи были изменены, чтобы стать франшизой, самые кассовые из которых: серия фильмов Люди Икс, стартовавшая в 2000 году, и трилогия Человек-Паук, стартовавшая в 2002 году.
В 2006 году, 1 ноября, вышел эпизод мыльной оперы «Направляющий свет», носящий название «Она Чудо» (англ. She's a Marvel), описывающий персонажа Харли Дэвидсон Купер (которую играла Бет Элерс) как супергероиню Направляющий Свет. История персонажа продолжилась в восьмистраничном продолжении, «Новый Свет» (англ. A New Light), а затем появлялся ещё в нескольких комиксах Marvel, вышедших с 1 ноября по 8. Также в том году Marvel создала вики на своём сайте.
В конце 2007 года компания начала инициативу в сети, анонсировав «Marvel Digital Comics Unlimited», цифровой архив, насчитывающий более 2 500 комиксов, доступных для просмотра, для ежемесячной или ежегодной подписки.
В 2009 году Marvel Comics закрыла Политику Открытого Представления, в контексте которой принимала от художников образчики комиксов, которые не были заказаны, аргументируя это тем, что большой объём рассмотрения этих образцов мешает профессиональной деятельности. В том же году компания отметила 70-летие, празднуя своё начало как «Timely Comics», в честь чего был выпущен одно-серийный комикс «Marvel Mystery Comics» «70th Anniversary Special» #1 и другие вариации специальных выпусков.
31 августа 2009 года, после десятилетия переговоров между компаниями, The Walt Disney Company заключила сделку о приобретении «Marvel Entertainment» за 4 миллиарда долларов. При этом акционеры Marvel получили 30 долларов и 0,745 акции Disney за каждую акцию Marvel, что они имели. Сделка была выгодна обеим компаниям: Disney с годами становится всё труднее создавать и продвигать новых персонажей, а Marvel не хватало инвестиций для продвижения существующих.

### 2010-е
Весной 2013 года вся команда Marvel, включая высший менеджерский состав компании, переехала с Манхэттена, где в последние четыре года обитала под крышей Raleigh Studios, в северный пригород Лос-Анджелеса.

## Главные редакторы
- Джо Саймон (1939—1941)
- Стэн Ли (1941—1972)
- Винсент Фаго (исполнял обязанности редактора во время армейской службы Ли) (1942—1945)
- Рой Томас (1972—1974)
- Лен Вэйн (1974—1975)
- Марв Вольфман (отвечал за чёрно-белые журналы в период 1974—1975; в 1975—1976 главный редактор всей компании)
- Джерри Конвэй (1976)
- Арчи Гудвин (1976—1978)
- Джим Шутер (1978—1987)
- Том Дефалько (1987—1994)
- Не было единого главного редактора (1994—1995)

- Марк Грунвальд
- Боб Харрас
- Боб Будански
- Бобби Чейз
- Карл Поттс

- Боб Харрас (1995—2000)
- Джо Кесада (2000—2011)
- Аксель Алонсо (2011—2018)
- Честер Б. Цебульски (2018 — настоящее время)

## Герои вселенной Marvel
За свою 80-летнюю историю Marvel Comics создала огромное количество популярных персонажей, таких как:
- Человек-паук
- Росомаха
- Железный человек
- Капитан Америка
- Тор
- Халк
- Дэдпул
- Сорвиголова
- Каратель
- Призрачный гонщик
- Доктор Стрэндж
- Чёрная Пантера
- Капитан Марвел
- Человек-муравей
- Оса
- Блэйд
- Чёрная вдова
- Соколиный глаз
- Фантастическая четвёрка
- Люк Кейдж
- Железный Кулак
- Джессика Джонс
- Веном

## Команды вселенной Marvel
Многие персонажи вселенной Marvel объединяются в команды для борьбы против общих врагов. О популярных группах супергероев есть отдельные серии комиксов. Наиболее известные и популярные команды:
- Мстители
- Фантастическая четвёрка
- Люди Икс
- Отряд Икс
- Икс Фактор
- Новые Мутанты[англ.]
- Щ.И.Т.
- Иллюминаты
- Громовержцы
- Стражи Галактики (1969, 2008)
- Нелюди
- Экскалибур
- Иксайлы[англ.]
- Могучие Мстители
- Защитники
- Секретные Мстители
- Захватчики
- Корпус Нова
- Алтимейтс